# 佐伯郁郎
佐伯 郁朗（さえき いくろう、1901年1月9日 - 1992年4月19日）は、日本の内務官僚、詩人。

## 人物
岩手県江刺郡米里村（現：奥州市江刺米里）出身。本名は慎一。1925年早稲田大学文学部仏文科卒。内務省に入り、情報局文芸課に勤務。児童向け書籍の統制に大きな役割を果たす。第二次世界大戦後は岩手県庁に勤めたのち、1973年盛岡大学短期大学部生活学園短期大学教授。1985年退職。大学在学中から詩作を始め、1931年詩集『北の貌』を刊行。「詩洋」「文学表現」「風」同人。児童文化運動にも関わり、1964年岩手県教育功労者。
1941年（昭和16年）12月23日に児童文化の統制団体として発足した日本少国民文化協会の設立にあたっては、民間側の城戸幡太郎、波多野完治、百田宗治、上村哲弥、藤田圭雄、吉田甲子太郎、滑川道夫、羽仁説子、稲田達雄、武井武雄とともに官側（内務省）の設立準備委員を務めた。

## 著書
- 『北の貌 詩集』平凡社 1931
- 『極圏 佐伯郁郎詩集』耕進社 1935
- 『高原の歌 詩集』フタバ書院成光館 1943
- 『少国民文化をめぐって』日本出版社 1943
- 『存在 自選詩集』クリップ社 1983

## 校歌作詞
小学校
- 盛岡市立見前中学校
- 奥州市立広瀬小学校[4]
- 千厩町立千厩中学校（2代目）[5]
- 一関市立渋民小学校 - 1966年作詞[6]

中学校
- 普代村立普代小学校

高等学校
- 岩手県立沼宮内高等学校